# Saffais
Saffais település Franciaországban, Meurthe-et-Moselle megyében. Lakosainak száma 106 fő (2022. január 1.). Saffais Barbonville, Ferrières, Haussonville, Rosières-aux-Salines és Vigneulles községekkel határos.

## Népesség
A település népessége az elmúlt években az alábbi módon változott:
| Lakosok száma | 60   | 71   | 82   | 109  | 126  | 118  | 116  | 113  | 111  | 106  |
|               | 1968 | 1982 | 1990 | 2006 | 2013 | 2015 | 2017 | 2019 | 2020 | 2022 |